# Vinciane Despret
Vinciane Despret (nacida el 12 de noviembre de 1959) es una filósofa de la ciencia belga que enseña en la Universidad de Lieja y en la Universidad Libre de Bruselas. Es conocida sobre todo por sus análisis de la historia de la etología y de las relaciones entre humanos y animales.

## Biografía
Después de haber realizado una licenciatura en filosofía y otra en psicología, defendió en 1997 una tesis de doctorado bajo la dirección de Isabelle Stengers. Inspirada en los pasos de Bruno Latour, realizó una investigación etnográfica de las ciencias. Siguió en los años 1990 el ornitólogo Amotz Zahavi en su trabajo en el desierto israelí, ya que propone seguir a los científicos en sus campos, en su práctica, y comprender cómo hacen que sus objetos de estudio sean interesantes. En su obra, desarrolla la cuestión de la relación entre los observadores (los científicos) y los observados (los animales) y cómo los unos influyen sobre los otros. Su pensamiento está muy influido por la filosofía de Donna Haraway.

### Traducciones en español
- Habitar como un pájaro. Modos de hacer y de pensar los territorios, Buenos Aires, Editorial Cactus, 2022.
- A la salud de los muertos. Relatos de quienes quedan, Buenos Aires, Editorial Cactus, 2021.
- ¿Qué dirían los animales...si les hiciéramos las preguntas correctas?, Editorial Cactus, 2018[5]
- Cuerpos, emociones, experimentación y psicología, UNED, 2016.

### Traducciones en catalán
- Viure com els ocells, Arcàdia, 2019

### Libros en francés
- L'Homme en société, con Pol Pierre Gossiaux, Catherine Pugeault y Vincent Yzerbyt, PUF, coll. « Premier cycle », 1995
- Clinique de la reconstruction. Une expérience avec des réfugiés en ex-Yougoslavie, con Antoinette Chauvenet y Jean-Marie Lemaire, L'Harmattan, 1996
- Naissance d'une théorie éthologique: la danse du cratérope écaillé, Paris, Les empêcheurs de penser en rond, 1996 ; segunda edición, 2004
- Ces émotions qui nous fabriquent: ethnopsychologie de l'authenticité, Paris, Les empêcheurs de penser en rond, 1999 ; segunda edición, 2001
- Quand le loup habitera avec l’agneau, Paris : Le Seuil/ Les Empêcheurs de penser en rond, 2002 ; segunda edición, 2020
- Hans, le cheval qui savait compter, Paris, Le Seuil/ Les Empêcheurs de penser en rond, 2004
- Les Grands Singes. L'humanité au fond des yeux, con Chris Herzfeld, Dominique Lestel y Pascal Picq, Odile Jacob, coll. « Sciences », 2005
- Bêtes et Hommes, Paris, Gallimard, 2007
- Être bête, con Jocelyne Porcher, Actes Sud, coll. « Nature », 2007
- Penser comme un rat, Sciences en questions, Versailles, Quae, 2009 ; segunda edición, 2016
- Les Faiseuses d'histoires. Que font les femmes à la pensée ?, con Isabelle Stengers, y la ayuda de Françoise Balibar, Bernadette Bensaude-Vincent, Laurence Bouquiaux, Barbara Cassin, Mona Chollet, Émilie Hache, Françoise Sironi, Marcelle Stroobants, Benedikte Zitouni, Paris, La Découverte / Les Empêcheurs de penser en rond, 2011
- Que diraient les animaux si... on leur posait les bonnes questions ?, Paris, La Découverte / Les Empêcheurs de penser en rond, 2012 (ISBN 9782707183262)
- Chiens, chats... Pourquoi tant d'amour ?, con Eric Baratay, Claude Béata y con Catherine Vincent (realización de las entrevistas), Belin, coll. « L'atelier des idées », 2015
- Au bonheur des morts, Paris, La Découverte / Les Empêcheurs de penser en rond, 2015
- Le Chez-soi des animaux, Actes sud, coll. " École du Domaine du possible ", 2017
- Habiter en oiseau, Actes sud, coll. " Mondes sauvages ", 2019